# Miss World 1952
| Data:                | 14 listopada 1952          |
| Kraj:                | Wielka Brytania            |
| Miasto:              | Londyn                     |
| Gala finałowa:       | Lyceum Theatre             |
| Liczba uczestniczek: | 11                         |
| Zwyciężczyni:        | May Louise Flodin, Szwecja |
| Poprzedniczka:       | Kiki Håkansson, Szwecja    |
| Następczyni:         | Denise Perrier, Francja    |
| -------------------- | -------------------------- |

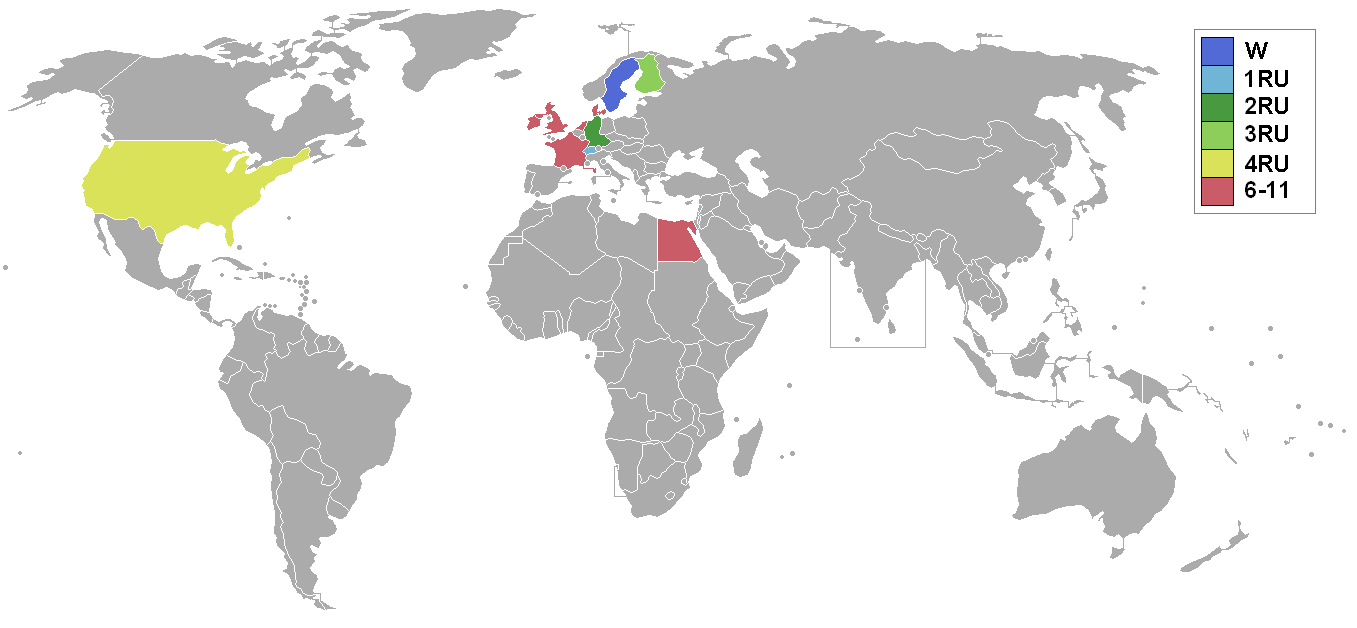
Kraje i terytoria, które wysłały delegacje oraz zajęte miejsce

Miss World 1952 – 2. edycja konkursu Miss World, która odbyła się 14 listopada 1952 w Lyceum Theatre w Londynie. O tytuł Miss World walczyło 11 uczestniczek. Tytuł Miss World w roku 1952 przypadł May Louise Flodin, która stała się drugą Szwedką, jaka otrzymała tytuł Miss World.

## Wyniki
| Wyniki finału   | Uczestniczka                         |
| --------------- | ------------------------------------ |
| Miss World 1952 | - Szwecja – May Louise Flodin        |
| 1. wicemiss     | - Szwajcaria – Sylvia Müller         |
| 2. wicemiss     | - RFN – Vera Marks                   |
| 3. wicemiss     | - Finlandia – Eeva Hellas            |
| 4. wicemiss     | - Stany Zjednoczone – Tally Richards |

## Uczestniczki
- Dania – Lillian Christensen
- Egipt – Nieznana uczestniczka
- Finlandia – Eeva Maria Hellas
- Francja – Nicole Drouin
- Holandia – Sanny Weitner
- Irlandia – Eithne Dunne
- RFN – Vera Marks
- Stany Zjednoczone – Tally Richards
- Szwajcaria – Sylvia Müller
- Szwecja – May Louise Flodin
- Wielka Brytania – Doreen Dawne

### Uczestniczki zdyskwalifikowane
- Belgia – Anne-Marie Pauwels (zdyskwalifikowana, ponieważ nie chciała rozstać się ze swoim chłopakiem na czas konkursu)

## Notatki dot. krajów uczestniczących

### Debiuty
- Egipt
- Finlandia
- Irlandia
- RFN
- Szwajcaria